# Липик
Ли́пик (хорв. Lipik) — город в западной Славонии, Хорватия, Пожежско-Славонская жупания. Через город проходит дорога E661.

## История
Липик был оккупирован Османской империей вместе с несколькими другими городами Славонии до их освобождения в 1691 году. В 1773 году тёплые источники Липика были благосклонно описаны врачом из Вараждина. В течение столетия источники использовались в качестве курортного лечения, и 1872 году в городе была открыта первая гостиница. К 1920 году количество гостиниц выросло до шести. До сих пор санаторно-курортное лечение является основной отраслью экономики города.

## Санаторно-курортное лечение
Город и курорт находятся у подножия западного склона горы Псунь. Термальные источники лежат в основе развития оздоровительного туризма. Температура воды в источниках — до 60 °C, а ежедневный объём — 1500 м³. Эта щелочная вода богата фтором, натрием и кальцием и благоприятна при лечении расстройства опорно-двигательного аппарата, заболеваний сердца, сосудистых заболеваний, ишиаса, люмбаго, рассеянного склероза и т. д. В лечении также используются лечебные грязи. Минеральная вода используется для питья и продаётся на рынке под названием «Lipički Studenac».
В настоящее время здание оздоровительного комплекса и парк находятся на реконструкции.

## Состав городского поселения
В подчинении муниципалитета помимо собственно Липика входит ещё 25 населённых пунктов: Антуновац, Бьелановац, Брекинска, Брезинеe, Буявица, Буковчаны, Добровац, Доньи, Чаглич, Филиповац, Гай, Горный Чаглич, Ягма, Япада, Клиса, Корита, Ковачевац, Кукуневац, Ливаджаны, Марино Село, Поляна, Рибняцы, Скендеровцы, Стрижичевац, Субоцка и Шеовица.

## Правление города
- Мэр: Антун Харамия
- Заместители мэра: Слободан Катунар, Анжелика Секулич
- Председатель городского совета: Иван Молнар